# Ark Performance
Ark Performance（アーク・パフォーマンス）は、日本の漫画家。石川考一と光吉賢司の共同筆名。
石川がストーリーを担当し、光吉が作画を担当するという役割分担になっている。光吉（壱号）と石川（弐号）の2人以外にも共同で作業する者がおり、筆名を共有する者の人数は変動している。

## 来歴
角川書店に持ち込みをした作品が、「香美小路さん家のΣ-πr2」として『月刊少年エース』にて1998年（平成10年）および1999年（平成11年）の2回にわたって掲載されデビューを果たす。

初期は2人で執筆していたが、『シェリフスターズ』制作のころには3人から4人の体制と変動しており、2009年（平成21年）以降は3人の体制で制作しているという。
ユニット結成前は、2人とも『週刊少年ジャンプ』の契約漫画家だった時代があるという。『こちら葛飾区亀有公園前派出所』第196巻では巻末のコメント欄に、当時を振り返ってのコメントおよび「こち亀」と「アルペジオ」のコラボイラストを寄せている。

## 作品リスト

### 漫画作品

#### 連載
- 宅配屋ポー（『月刊少年エース』2000年2月号 - 4月号） - 全3回の短期集中連載、『作品集1 宅配屋ポー』に収録。
- シェリフスターズ The Artificial Angel（原作：神坂一、『月刊エースネクスト』2001年8月号 - 2002年3月号）
- ターミネーター3（『月刊少年エース』増刊号 2003年8月号 - 12月号）
- 戦国自衛隊1549（原案：半村良、原作：福井晴敏、『月刊少年エース』2005年3月号 - 12月号）
- ガメラ2006 HARDLINK（原作：龍居由佳里、『特撮エース』No.12〈2005年11月1日〉 - No.14〈2006年3月1日〉）
- 機動戦士ガンダム ギレン暗殺計画（原作：富野由悠季、原案：矢立肇、『ガンダムエース』2007年10月号 - 2010年3月号）
- 機動戦士ガンダム 光芒のア・バオア・クー（原作：富野由悠季、原案：矢立肇、『ガンダムエーススペシャル』Vol.3 2008年2月号増刊 - 『ガンダムエース』2010年12月号） - 不定期連載。
- AI.com（『MAGNA』2008年5月号 - 10月号） - 連載中断。
- 蒼き鋼のアルペジオ（『ヤングキングアワーズ』2009年11月号 - 連載中）
- 機動戦士ガンダム MSV-R ジョニー・ライデンの帰還（原作：富野由悠季、原案：矢立肇、メカニックデザイン：大河原邦男、『ガンダムエース』2010年6月号 - 2023年9月号）

#### 読み切り
- 香美小路さん家のΣ-πr2（『月刊少年エース』1998年9月号・1999年1月号、全2回） - デビュー作。『作品集1 宅配屋ポー』に「Σ-πr2」のタイトルで収録。
- コロポックン神道記（『月刊少年エース』1999年11月号） - 『作品集2 DUALACCOUNT』に収録。
- DUAL ACCOUNT（『月刊少年エース』2003年6月号 - 8月号） - 全3回、『作品集2 DUALACCOUNT』に収録。
- 真珠湾奇襲攻撃（『週刊新マンガ日本史』49号 山本五十六、2011年）[3]

### 書籍
- 『シェリフスターズ The Artificial Angel』、原作：神坂一、角川書店〈角川コミックス・エース〉、2002年4月発行、ISBN 4-04-713487-2
- 『ターミネーター3』、角川書店〈角川コミックス・エース〉2003年、全1巻
- 『戦国自衛隊1549』、原案：半村良、原作：福井晴敏、角川書店〈角川コミックス・エース〉2005年、全2巻
- 『ガメラ2006 HARDLINK』、原作：龍居由佳里、角川書店、2006年、全1巻
- 『機動戦士ガンダム ギレン暗殺計画』、原作：富野由悠季、原案：矢立肇、角川書店〈角川コミックス・エース〉2008年 - 2010年、全4巻
- 『Ark-Performance 作品集1 宅配屋ポー』幻冬舎コミックス〈バーズコミックス〉、2008年3月24日発売、ISBN 978-4-344-81254-3
- 『Ark-Performance 作品集2 DUALACCOUNT』幻冬舎コミックス〈バーズコミックス〉、2008年3月24日発売、ISBN 978-4-344-81255-0
- 『機動戦士ガンダム 光芒のア・バオア・クー』、原作：富野由悠季、原案：矢立肇、角川書店〈角川コミックス・エース〉2010年、全1巻
- 『蒼き鋼のアルペジオ』、少年画報社〈ヤングキングコミックス〉2010年 - 、既刊29巻（2025年7月30日現在）
- 『機動戦士ガンダム MSV-R ジョニー・ライデンの帰還』、原作：富野由悠季、原案：矢立肇、メカニックデザイン：大河原邦男、KADOKAWA（旧角川書店）〈角川コミックス・エース〉2010年 - 2023年、全26巻
- 『機動戦士ガンダムMSV-R 連邦編』、原作：富野由悠季、原案：矢立肇、角川書店〈角川コミックス・エース〉2012年、全1巻

### その他
- それでも町は廻っている（テレビアニメ、2010年）七番地エンドカード
- 蒼き鋼のアルペジオ -アルス・ノヴァ-（テレビアニメ、2013年）第12話エンドカード
- うーさーのその日暮らし 覚醒編（テレビアニメ、2014年）第2話エンドカード
- ディーふらぐ!（テレビアニメ、2014年）第11話エンドカード
- 僕らはみんな河合荘（テレビアニメ、2014年）第8話エンドカード
- 紅殻のパンドラ（テレビアニメ、2016年）第7話エンドカード
- 機動戦士ガンダム Twilight AXIS（テレビアニメ、2017年）ストーリー構成・デザイン協力・挿絵